# トランス (アルバム)
『トランス』(Trans)は、カナダ系アメリカ人のミュージシャンでシンガーソングライターのニール・ヤングの13枚目のスタジオ・アルバムで、1983年1月10日にリリースされた。1980年代のゲフィン時代にレコーディングされ、リリースされたこのアルバムのエレクトロニック・サウンドは、リリース当初多くのファンを困惑させた、大問題作品の一つである。全9曲中6曲でゼンハイザーのヴォコーダーVSM201が大きくフィーチャーされている。

## 背景
1982年、ヤングは1968年のデビュー・アルバム以来所属していたリプリーズ・レコードを離れ、クロスビー・スティルス・ナッシュ&ヤングのマネージャーとしてヤングと仕事をしていたデヴィッド・ゲフィンが設立・所有するレーベル、ゲフィン・レコードと契約した。ヤングの契約は、アルバム1枚につき100万ドルを保証し、創作活動の全面的なコントロールを保証するものだった。
1980年後半から1982年半ばにかけて、ヤングは起きている時間の大半を、脳性麻痺で生まれ、言葉を話すことができなかった幼い息子ベンのセラピー・プログラムに費やしていた。ヤングは当時、自分がそうしていたことや、前作『リアクター』と本作に収録されている曲の反復性が、ベンと行っていたエクササイズに関係していることを、ほとんど誰にも明かしていなかった。『トランス』の制作は1981年後半、『リアクター』の続編として、いつものクレイジー・ホースのラインナップで始まった。しかしその後、ヤングは手に入れた2台の新しいマシン、シンクラヴィアとヴォコーダーで遊び始めた。クレイジー・ホースのギタリスト、フランク・"ポンチョ"・サンペドロはこう回想している。
「気がつくと、ニールは俺たちの音楽を全部剥ぎ取って、ヴォコーダーや奇妙なシーケンス、シンセのクソみたいなものを全部オーバーダビングしていたんだ」
ヤングの方向性は、ドイツのバンド、クラフトワークのエレクトロニックな実験に影響を受けていたが、それ以上に重要なのは、自分の声を歪ませることが、息子とのコミュニケーションの試みを反映していると感じていたことだ。 
「あの時、彼は単に話す方法を見つけ、他の人々とコミュニケーションを取ろうとしていた。トランスとはそういうものだ。だからあのレコードでは、私が何かを言っているのはわかるけど、それが何なのか理解できないんだ。それは、私が息子から受けていた感覚とまったく同じなんだ」
ヤングは1988年、『ローリング・ストーン』誌のジェイムズ・ヘンケとのインタビューでさらにこう語っている。
「『トランス』を聴けば、「トランスフォーマー・マン」や「コンピューター・エイジ」、「We R in Control」の歌詞を聴けば、私の息子や、ボタンを押すことで人生を生きようとする人々、身の回りのものをコントロールしようとする人々、話すことができない人々とコンピューターの声を使って話をする人々、そういったものへの言及がたくさん出てくる。微妙なことだけど、そこにあるんだ。でもそれは、実質的に誰も共感できない私の人生の一部と関係している。だから私の音楽は、私の内面を映し出すものでありながら、誰も共感できないものになってしまった。それから私は、自分の心の中にある本当のことを示す小さな手がかりを、スタイルの中に隠すようになった。ただ、自分の言いたいことを、誰にでも聞こえるような大きな声で歌った曲で、すべてをオープンにしたくはなかったんだ」
ヤングのゲフィンでの最初の仕事は、1982年5月にハワイで録音された、まったく別のプロジェクト『Island in the Sun』のための楽曲群だった。ヤングによれば、この曲は「航海、古代文明、島々、水に関するトロピカルなもの」だった ヤングは後にこう振り返った、「ゲフィンはいいと言ったが、十分だとは思わなかったようだ」
ヤングはさらに新曲をレコーディングする代わりに、リプリーズとの契約の最後の日に実際にレコーディングされたシンセサイザーのトラックに戻り、アイランド・イン・ザ・サンから3曲、シンセサイザーのトラックから6曲という、まったく異なる2つのプロジェクトの曲をアルバムにまとめた。ヤングは、アルバムの内容を明確にするために、アルバムに合わせたビデオを作ることを提案した。「エレクトロニック・ヴォイスの人たちはみんな病院で働いていて、彼らがやろうとしていたのは、この小さな赤ちゃんにボタンの押し方を教えることだった」

## 制作
1982年11月のキャメロン・クロウとのインタビューで、ヤングは『トランス』に収録された異なる曲を、彼の音楽の未来についての2つの異なるビジョンに属するものとして結びつけている。
「このアルバムは性格が分かれていて…それが面白いと思う。「Like an Inca」のような曲は、15年前に見た私の音楽の未来。「サンプル・アンド・ ホールド」は、現在の私の音楽の未来だ。もっと自動的な…トランス・ミュージックなんだ。だから、このアルバムを『トランス』と呼びたいんだ」
このアルバムはまた、最も深く感じられる感情というのは、時にあからさまに表現されないものである、という考えからも影響を受けている。ヤングは、世界がよりデジタルで合成的なものになり、外見的な感情が薄れていくのを観察していたが、もしかしたら、より強烈な感情を内に秘めていたのかもしれない。彼は1982年のフランスのインタビューでこう語っている。
「人間の感情や、悲しい個人的な物語を売ることは有効だと思う。ペリー・コモやフランク・シナトラのようなものだね。今、人々はデジタル・タイムで生きていて、いつも完璧なものを聴いていないと、すべてが大丈夫だと安心できない。エレベーターに乗って上り下りするとき、すべての数字が通り過ぎていくように、誰もが自分の行き先を知っている。今日のドラムの音も、コンピュータ化されたドラムの音？みんなピタリと合っている。みんないい気分だ。安心感がある。私はそれが好きなんだ。エレクトロニック・ミュージックは、私にとってフォーク・ミュージックに似ている...新しいタイプのロックンロールだ…とても合成的で、反感情的なんだ...。泣かない人のようにね。心の中で泣いているのがわかっているのに、その人を見ると、石のような顔をしていて、あなたを見ていて、決して泣かない。その人からは、いつもしゃべっている人よりも多くの感情を感じる。だから、この新しい音楽はエモーショナルだと思う。とてもエモーショナルなんだ」
ヤングは、新しいシンセ楽器の可能性と、新しいテクノロジーと変化した人間関係の世界を表現するその能力を受け入れた。彼は、息子と外界とのコミュニケーションを助ける人型ロボットのいる未来的な世界を想像した。
「世界が変わっていくのを感じた。ゼンハイザーのヴォコーダーを2台スタジオに持ち込んだとき、何かクールなものにハマったんだと思った。シンクラヴィアキーボードで弾く音符のエンベロープとして自分の声を出すことができた。工場では、注文に応じてレプリカやロボットが作られ、古い電話機の列は、美しくも機械的な、女性的なロボットによって操作されていた。私は病院で機械仕掛けの看護師を見るようになった。私は初めてトランスを見た」

「『トランス』は、この病院で働くロボット・ヒューマノイドの人たちの話で、彼らがやろうとしていたのは、この小さな赤ちゃんにボタンを押すことを教えることだった。それがこのレコードのテーマなんだ。歌詞を読み、機械的な声を聴き、コンピューター化されたもの以外のすべてを無視する、トランスは、重度の障害を持つ非オーラル・パーソンとのコミュニケーションを模索する私の始まりなのだ」
「『トランスフォーマー・マン』は、ヤングの息子ベンとの絆を深めるためにライオネルの鉄道模型セットを使った体験について書かれた「息子ベンが技術を通じてコミュニケーションを学ぶことを期待したんだ」
「ベンと私は大きな列車のレイアウトを作り、私はベンのような障害者でも使えるライオネルのリモートコントロールシステムを開発した。トランスフォーマーは、列車が進むように線路に電力を供給する装置です。ベンは、手をつかんだり動かしたりといった細かい操作ができなかった。彼は頭を使って、私が友人のロン・ミルナーと設計したコントローラーにワイヤーで接続されたスイッチを使えるようにした。コントローラーはワイヤレスで列車のレイアウトを制御した。私がコントローラーで何かすると、ベンは頭のスイッチでそれを再現できた。それが僕らの間にドアを開けたんだ。私たちは素晴らしい時間を過ごした」
「Computer Cowboy (AKA Syscrusher)」の歌詞は、コンピューター・ハッカーとして二重生活を送る畜産農家の物語である。ヤングは父スコット・ヤングの著書『Neil and Me』でこのコンセプトを説明している。
「コンピューター・カウボーイは 「男の別名」だ。コンピューター・カウボーイは隠れ蓑に過ぎない。彼は完璧な牛の群れ、投光照明の畑、コヨーテさえ飼っている。しかし深夜になると街に出て、コンピューター・データバンクのメモリー・システムを強奪し、持ち出した情報の上にシスクラッシャーという偽名を印刷して残す。彼は21世紀のアウトローなのだ。そこで大きな犯罪が起こる。ラスベガスを飛び出し、コンピュータの穴の中に入っていく。最後の曲のバックでしゃべっているのは、そういうことなんだ。コンピューターはすべて互いに会話し、何が起こっているかを読み取っている」
「ミスター・ソウル」は、ヤングのバッファロー・スプリングフィールド時代のシングルの再録音である。ヤングがシンセサイザーを使ってこの曲をレコーディングしたのは、グループ再結成の話を進めていた時期だった。彼は1986年のロックラインのインタビューでこう語っている。
「1980年か1981年頃、バッファロー・スプリングフィールドの再結成を考えていたんだけど、冗談のつもりで自分用のオーディション・テープを作ったんだ。「ミスター・ソウル」を作ったんだけど、彼らの前で演奏したことはないんだ。それで始めたんだ。一種のジョークとして、グループに入るためのオーディションとして、ドラム・マシーンを使ったテープを家で作ったんだ。でも、二度と集まることはなかった。たぶん、あれは俺のやり方が悪かったんだと思う」

## レコーディング
ボコーダーとシンクラヴィアを使ったトラックは、1981年秋にヤングのブロークン・アロー・ランチで録音された。クレイジー・ホースをフィーチャーした曲もあれば、ヤングが何層もの楽器をオーバーダビングした曲もある。1982年のインタビューで、ヤングは「トランスフォーマー・マン」の作曲とレコーディングをこのように振り返っている。
「この曲は、完全に合成的な意味で演奏するために書いたんだ。ドラム・コンピューターを自分でプログラムし、リズムを演奏した。実際のシーケンスをプログラムして、その上ですべての楽器を演奏した。そして声もすべて」
1982年5月に録音された後期のハワイの曲のために、ヤングはキャリアの様々な段階で一緒に仕事をしてきたミュージシャンたちを集めた。彼はこのグループを 「ロイヤル・パイナップルズ」と名付けた。ニルス・ロフグレンは以前、『アフター・ザ・ゴールド・ラッシュ』と『今宵この夜』に参加していた。ペダル・スティール・ギタリストのベン・キースは以前『ハーヴェスト』と『カムズ・ア・タイム』に参加していた。ブルース・パーマーはバッファロー・スプリングフィールドのベーシストだった。ラルフ・モリーナはクレイジー・ホースのドラマーで、ジョー・ララはクロスビー・スティルス・ナッシュ&ヤングのツアーに参加したことがある。1982年秋、ヤングはアルバムのプロモーションのためにこのグループでヨーロッパ・ツアーに出かけ、グループを「トランス・バンド」と改名した。

## リリース
ヤングはツアーに出ることを熱望していたため（ビデオ作品『Neil Young in Berlin』に記録されている）、『トランス』は1年かけて急遽ミックスされた。そして、土壇場で曲順が変更されたことは、「If You Got Love」という曲がアルバムに収録されていないにもかかわらず、トラックリストと歌詞シートに含まれていることからも明らかだ。ヤングは1983年10月のロックラインのインタビューで、この曲がアルバムから外された理由をこう語っている。
「弱気すぎたんだ！ああ、気に入らなかったんだ。土壇場で気が変わったんだ。レコード会社は、そういうことで僕を気に入ってくれるんだ」
このギリギリのミキシングについて、ヤングは1995年に次のようにコメントしている。
「もし何か問題があるとすれば、それはミキシングのせいだと思う。あのアルバムには技術的な問題がたくさんあったが、内容は素晴らしいものだった」
このアルバムは1982年12月にリリースされる予定だったが、ゲフィンはリリースを1月上旬に延期し、最初は1月3日、そしてヤングによれば最終的には1月10日になった。『ボストン・グローブ』紙のジム・サリヴァンによれば、このエレクトロニック・ロック・アルバムはヤングの「最も過激な動き」とみなされていた。ミュージシャンとのインタビューで、ヤングはこう語っている。
「エレクトロニック・ミュージックが、かつて僕がギターでやっていたアコースティックな音楽に取って代わったと感じている。僕は今までよりもっと遠くへ行ける…これはほんの始まりに過ぎない…僕は機械が大好きなんだ。」
いくつかの曲の一部は、ヤングの1982年の長編コメディ映画『ヒューマン・ハイウェイ』に登場する。『トランス』は、ヤングの次のゲフィンからのリリース『エヴリバディズ・ロッキン』とともに、1983年にゲフィンからヤングに対して起こされた訴訟の基礎となった。1983年、ヤングが意図的に非商業的で代表的でない作品を制作したという理由で、ゲフィンがヤングを提訴。
ヤングはこれに反訴した。両訴訟は数か月で取り下げられ、デビッド・ゲフィンはヤングに個人的に謝罪することになった。
ヤングはアルバムの曲に合わせてミュージック・ビデオの脚本を書いたが、ゲフィンはそのアイデアを却下し、ビデオは制作されなかった。ヤングはその後、コラボレーターであるマイカ・ネルソンの協力を得て、40年後にこのアルバムのビデオを制作するというアイデアを再検討することになる。
「アルバムに収録されているすべての曲、特にコンピューター・ボイスの曲の台本を作っていたんだ。伝えたいストーリーがあったんだ。コンセプトも全部あった。そのコンセプトを売り込もうとしたら、レコード会社は基本的にそんなことはできないと言ったんだ。私は、ちょっと待ってくれと言った。これは、君が（プロモーション）ビデオ用にやることではなく、私が自分の音楽でやりたいことなんだ。それが、あのレコード会社との終わりの始まりだった」

## 当時の評価とのちの評価
| 専門評論家によるレビュー      | 専門評論家によるレビュー |
| レビュー・スコア              | レビュー・スコア         |
| 出典                          | 評価                     |
| ----------------------------- | ------------------------ |
| AllMusic                      | [ 15 ]                   |
| Encyclopedia of Popular Music | [ 16 ]                   |
| The Great Rock Discography    | 5/10                     |
| Pitchfork                     | 7.8/10                   |
| Rolling Stone                 | [ 18 ]                   |
| The Village Voice             | A−                       |

### 当時の評価
『トランス』は音楽評論家たちからさまざまな評価を受けた。NME誌のバーニー・ホスキンスは、『トランス』を「ヤングの未来へのラブソング」と評し、エレクトロニック・スタイルに注目したが、「この変貌がヴィジョンや新しい音楽へと成長するには、悩みや苦悩が足りない」と感じた。彼はこのアルバムを「ソウルフルでも機械的でもない」と評し、さらにヴォコーダーを使うことで「クリスマスのテレビで流れるような、おどろおどろしいエレクトロニック・キャロル」を想起させることがあると非難した。「クラフトワークが情報のコントロールよりも変容に関心を寄せているのに対し、ヤングは新しいテクノロジーに唐突に手を出したことで、単に時間を早めたくなっただけだ」『トラウザー・プレス』誌のジョン・ヤングは、『トランス』でヤングは前作『ラスト・ネヴァー・スリープス』（1979年）の「Devoの角度」を加速させ、「機械化されつつある世界に対する彼自身の印象」に変えたと感じた。しかし、彼はヤングが主題を決める前にアルバムの「ロボティック」なスタイルに固執した結果、「中途半端でありながら魅力的な」マイナー作品になったと感じた。『レコード・ビジネス』誌のレビュアーは、ヤングがヴォコーダーを多用し「エレクトロニックになった」と指摘し、「これが従来のヤングのセールスにどの程度影響するかは不明だが、CBSに発売を2ヶ月遅らせるよう促した」と付け加えた。
しかし、『ローリング・ストーン』誌のレビュアー、パルク・ピューターボーは、『トランス』をデヴィッド・ボウイの『Low』（1977年）と同じくらい「キャリアの形からの思い切った脱却」であり、「レコードごとにギアを入れ替える傾向があるにもかかわらず、ヤングは常にアメリカのシンガー・ソングライターの伝統という肥沃な土に深く根を下ろしてきたのだから、驚きも2倍だ」と評価している。彼は、アルバム全体を通してクラフトワークの『コンピューター・ワールド』（1981年）からの影響と、より伝統的なクレイジー・ホースの楽曲が含まれていることを指摘し、その結果、「魅力的なパズル」になっていると述べた。彼はまた、『トランス』は、『ラスト・ネヴァー・スリープス』、『ライヴ・ラスト』（1979年）、『リアクター』（1981年）と同様、ヤングが 「音楽的なニュー・ウェーブと技術的なネクスト・ウェーブを代弁している」と指摘している。ヴィレッジ・ヴォイス』誌のロバート・クリストガウは、このアルバムの「SF小曲集」に最初は戸惑い、「『過去への旅路』以来の間抜けな失言」だと思ったが、後にこのレコードが魅力的で、「『カムズ・ア・タイム』と同じくらい曲想に富んでいる」ことに気づいたと認めている。

### 回顧的評価
AllMusicのウィリアム・ルールマンは、リリース当時、『トランス』はヤングにとって「最も不可解なアルバム」であり、「うまくいかなかったアイデア」のままだったと振り返っている。ボコーダーがヤングの声の「ダイナミクスとフレージング」を消し去り、「意図されたような感動的な曲」を妨げていると指摘し、「歯切れの良いダンス・ビートとシンセサイザー」が現代的でなく、クラフトワークよりも初期のディーヴォに似ていると感じたという。しかし、ピッチフォークのレビュアーであるサム・ソドムスキーは、『トランス』が「愛情についてのアルバム」であり、ボブ・ディランの『セルフ・ポートレイト』（1970年）やルー・リードの『メタル・マシン・ミュージック』（1975年）のような「不可解だが魅惑的な失敗作」として、その魅力を「神話」以上に高めていると称賛している。彼はまた、『トランス』は「攻撃的で不可解」なアルバムと考えられているが、「その中心は」フックのあるシンセサイザー・ポップ・アルバムであり、「クラウトロックとMTVから等しく影響を受けている」と述べている。
2013年に書いたStereogumのジェイムズ・ジャクソン・トスによると、「破滅的な失敗作」という『トランス』の評判は、「ミニマル・ウェーブ、テクノ、そして数え切れないほどのエレクトロニック・ミュージックのサブジャンルの先駆けとしてこのアルバムを挙げる修正主義者のヒップスターたち」によって異論を唱えられ始めていた。しかし、彼はアルバムの多くが「信じられないほど先見の明がある」と付け加えた。「幻想的な「コンピューター・エイジ」は、いまだに音楽のどこにも音のアナログがない。そして「ミスター・ソウル」の再録はまるでトーマス・ドルビーが薬をやめた時のようだ。さらにゴージャスな「トランスフォーマー・マン」は、グランダディが金の心を持った人工知能に服を着せた最初の人物ではないことを証明している」

## 収録曲
全作詞、作曲 = ニール・ヤング

### Side one
1. Little Thing Called Love（3分13秒）
  - ニール・ヤング - ギター、ヴォーカル
  - ニルス・ロフグレン（英語版） - ウーリッツァー電子ピアノ、ヴォーカル
  - ベン・キース - スライド・ギター、ヴォーカル
  - ブルース・パーマー - ベース
  - ラルフ・モリーナ - ドラムス、ヴォーカル
  - ジョー・ララ - パーカッション、ヴォーカル
  - 録音：1982年5月10日、ホノルル、コマーシャル・レコーディング
2. Computer Age（5分24秒）
  - ニール・ヤング - ヴォコーダー、ギター、ベース、シンクラヴィア、ヴォーカル
  - 録音：1981年10月29日、ブロークン・アロー・ランチ
3. We R in Control（3分31秒）
  - ニール・ヤング - ヴォコーダー、ギター、シンクラヴィア、ヴォーカル
  - フランク・サンペドロ - ギター
  - ビリー・タルボット - ベース
  - ラルフ・モリーナ - ドラム
  - 録音：1981年10月14日、ブロークン・アロー・ランチ
4. Transformer Man（3分23秒）
  - ニール・ヤング - ヴォコーダー、ギター、ベース、シンクラヴィア、ヴォーカル
  - 録音：1981年12月11日、ブロークン・アロー・ランチ
5. Computer Cowboy (AKA Syscrusher) (4分13秒)
  - ニール・ヤング - ヴォコーダー、ギター、シンクラヴィア、ヴォーカル
  - フランク・サンペドロ - ギター
  - ビリー・タルボット - ベース
  - ラルフ・モリーナ - ドラム
  - 録音：1981年9月30日、ブロークン・アロー・ランチ

### Side two
1. Hold On to Your Love (3分28秒)
  - ニール・ヤング - エレクトリック・ピアノ、ヴォーカル
  - ニルス・ロフグレン - ストリングマン、ヴォーカル
  - ベン・キース - ペダル・スティール・ギター、ヴォーカル
  - ブルース・パーマー - ベース
  - ラルフ・モリーナ - ドラム、ヴォーカル
  - ジョー・ララ - パーカッション、ヴォーカル
  - 録音：1982年5月12日、ホノルル、コマーシャル・レコーディング
2. Sample and Hold (5分09秒、CD版=8分03秒)
  - ニール・ヤング - ヴォコーダー、ギター、シンクラヴィア、ヴォーカル
  - フランク・サンペドロ - ギター
  - ビリー・タルボット - ベース
  - ラルフ・モリーナ - ドラムス
  - 録音：1981年9月24日、ブロークン・アロー・ランチ
3. Mr. Soul (3分19秒)
  - ニール・ヤング - ヴォコーダー、ギター、ベース、シンクラヴィア、ヴォーカル
  - 録音：1981年9月25日、ブロークン・アロー・ランチ
4. Like an Inca (8分08秒、CD版=9分46秒)
  - ニール・ヤング - ギター、ヴォーカル
  - ニルス・ロフグレン - ギター、ヴォーカル
  - ベン・キース - スライド・ギター
  - ブルース・パーマー - ベース
  - ラルフ・モリーナ - ドラム、ヴォーカル
  - ジョー・ララ - パーカッション、ヴォーカル
  - 録音：1982年5月10日、ホノルル、コマーシャル・レコーディング

## 参加ミュージシャン
- ニール・ヤング - ヴォーカル、ヴォコーダー、ギター、ベース、シンクラヴィア、エレクトリック・ピアノ、プロダクション
- ニルス・ロフグレン - ギター、ピアノ、オルガン、エレクトリック・ピアノ、シンクラヴィア、バッキング・ヴォーカル、ヴォコーダー
- ベン・キース - ペダル・スティール・ギター、スライド・ギター、バッキング・ヴォーカル
- フランク・サンペドロ - ギター、シンセサイザー
- ブルース・パーマー、ビリー・タルボット - ベース
- ラルフ・モリーナ - ドラム、バッキング・ヴォーカル
- ジョー・ララ - パーカッション、バッキング・ヴォーカル

### 制作スタッフ
- デヴィッド・ブリッグス - 制作
- ティム・マリガン - 制作
- バリー・ジャクソン、テツ・ニシ、トミー・スティール、ポール・ミラー - 美術・デザイン
- モシェ・ブラカ - 撮影
- エリオット・ロバーツ - 演出